# Björn Bjelfvenstam
Björn Erik Bjelfvenstam (født 19. februar 1929 i Uppsala) er en svensk skuespiller. 
Bjelfvenstam begyndte sin teaterkarriere i Uppsala og studerede på Dramatens elevskola fra 1951 til 1953. Senere arbejdede han på Malmö stadsteater mellem 1953 og 1957 under Ingmar Bergmans ledelse. Han er nok bedst kendt for sin optræden i Bergmans film Mens kvinder venter (1952), Kvindedrømme (1954), Sommernattens smil (1955) og Ved vejs ende (1957). I sit senere liv blev han i 1990'erne også kendt for sin rolle som Verner Johnsson i tv-serien Tre kronor.

## Udvalgt filmografi
- En tilfældig pige (1952, ukrediteret)
- Mens kvinder venter (1952)
- Kvindedrømme (1954)
- Sommernattens smil (1955)
- Ved vejs ende (1957)
- Tre kronor (tv-serie, 1994-1998)